# Bristol Bagshot
El Bristol Bagshot, también conocido como Type 95, fue un prototipo de caza británico fuertemente armado, construido por la Bristol Aeroplane Company y que voló por primera vez en 1927. Las pruebas de vuelo revelaron graves problemas y el proyecto fue abandonado.

## Diseño y desarrollo
El Bagshot fue construido según la especificación F.4/24 del Ministerio del Aire de diciembre de 1924. Esta solicitaba un gran avión de caza bimotor con una tripulación de tres personas (piloto y dos artilleros), una velocidad máxima de 201 km/h y una velocidad de aterrizaje de 80 km/h. Inicialmente no se especificaron los detalles del armamento requerido. El diseño de Frank Barnwell para cubrir este requisito, el Bagshot, era un monoplano de ala alta totalmente metálico con un inusual fuselaje de tubos de acero recubierto de tela de sección triangular, con dos larguerillos superiores y un solo miembro inferior. El piloto se sentaba en línea con el borde de ataque del ala, con un arma posicionada en el morro y otra justo detrás del ala. El ala de dos largueros tenía una estructura primaria de acero y costillas de morro y miembros finales de duraluminio, en semivoladizo, arriostrada por un par de soportes diagonales a cada lado. Las patas del tren de aterrizaje fijo se unían al ala en el mismo lugar que los soportes y tenían un carenado de eje con sección aerodinámica, lo que aportaba cierta sustentación. La potencia la proporcionaban dos motores Bristol Jupiter VI de 340 kW (450 hp) montados en las alas.
En septiembre de 1925, el Ministerio del Aire modificó la especificación, solicitando sobrealimentadores en los motores, mayor carga de combustible y una mayor velocidad máxima en altitud. Barnwell asistió a una conferencia de diseño para discutir estas nuevas demandas y le dijeron que el propósito del avión era transportar un par de cañones Coventry Ordnance Works de 37 mm, generalmente llamados COW guns. Cuando Barnwell recibió todos los detalles del equipo requerido, que incluía dos ametralladoras Lewis además del armamento principal, se dio cuenta de que el avión tendría sobrepeso y una velocidad de aterrizaje de 92 km/h. Sugirió fabricar un fuselaje alternativo de tiras de acero laminado para ahorrar peso y abandonar el proyecto como una pérdida de tiempo si las pruebas de carga resultaban insatisfactorias. El Ministerio del Aire se negó a cancelar el contrato y el Bagshot fue completado, siendo aceptado provisionalmente por el Ministerio del Aire el 12 de mayo de 1927 y asignándosele el número de serie J7767.

## Historia operacional
El Bagshot fue volado por primera vez sin armamento en Filton el 15 de julio de 1927 por Cyril Uwins, el piloto de pruebas jefe de Bristol. Este primer vuelo fue breve: "Siempre es una mala señal", comentó Archibald Russell (más tarde Sir Archibald), quien, en ese momento, trabajaba en la oficina de cálculos de estrés en Filton. Uwins informó que el control en el eje de alabeo era deficiente. Un segundo vuelo, durante el cual Uwins aumentó la velocidad a 160 km/h, reveló que el problema empeoraba a medida que aumentaba la velocidad. Uwins no pudo observar el comportamiento del ala (tenía el cuello dañado debido a un accidente aéreo). Se decidió que el avión era lo suficientemente seguro para llevar a un observador si se mantenía baja la velocidad, y se le asignó el trabajo a Russell, que recientemente había estado trabajando en la medición de la deflexión de los largueros del ala del avión bajo carga. La posición del arma trasera proporcionaba una vista excelente del ala. Uwins y Russell acordaron un sistema simple de señales manuales para comunicarse. Cuando el avión alcanzó la velocidad y altura acordadas para las pruebas, Russell ya estaba muy preocupado. Aunque los "movimientos retorcidos" del ala eran "grandes y alarmantes", no tenía ninguna señal para decirle a Uwins que ya era suficiente y por eso se llevó a cabo todo el programa de vuelo planeado. Se concluyó que la causa de los problemas fue la inversión de control resultante de la torsión del ala cuando se aplicaban los alerones. El avión fue inmovilizado en tierra para realizar una prueba estructural. Fue transferido a la unidad experimental del Ministerio del Aire y voló brevemente durante 1931, pero poco después fue desguazado.

## Especificaciones

### Características generales
- Tripulación: Tres (piloto y dos artilleros)
- Longitud: 13,7 m (44,9 ft)
- Envergadura: 21,3 m (70 ft)
- Altura: 2,9 m (9,5 ft)
- Superficie alar: 78 m² (840 ft²)
- Peso vacío: 2313 kg (5097,9 lb)
- Peso cargado: 3717 kg (8192,3 lb)
- Planta motriz: 2× motor radial de 9 cilindros refrigerado por aire Bristol Jupiter VI.
  - Potencia: 336 kW (463 HP; 457 CV) cada uno.
- Hélices: Bipala de paso fijo

### Rendimiento
- Velocidad máxima operativa (Vno): 201 km/h (125 MPH; 109 kt)

### Armamento
- Ametralladoras: 

  - 2x cañón COW de 37 mm
  - 2x Lewis de 7,7 mm flexible en puestos de morro y dorsal

## Aeronaves relacionadas

### Secuencias de designación
- Secuencia Numérica (interna de Bristol): ← 91 - 92 - 93 - 95 - 96 - 99 - 101 →